# Gomesa planifolia
Gomesa planifolia är en orkidéart som först beskrevs av John Lindley, och fick sitt nu gällande namn av Johann Friedrich Klotzsch och Heinrich Gustav Reichenbach. Gomesa planifolia ingår i släktet Gomesa och familjen orkidéer. Inga underarter finns listade i Catalogue of Life.

## Bildgalleri

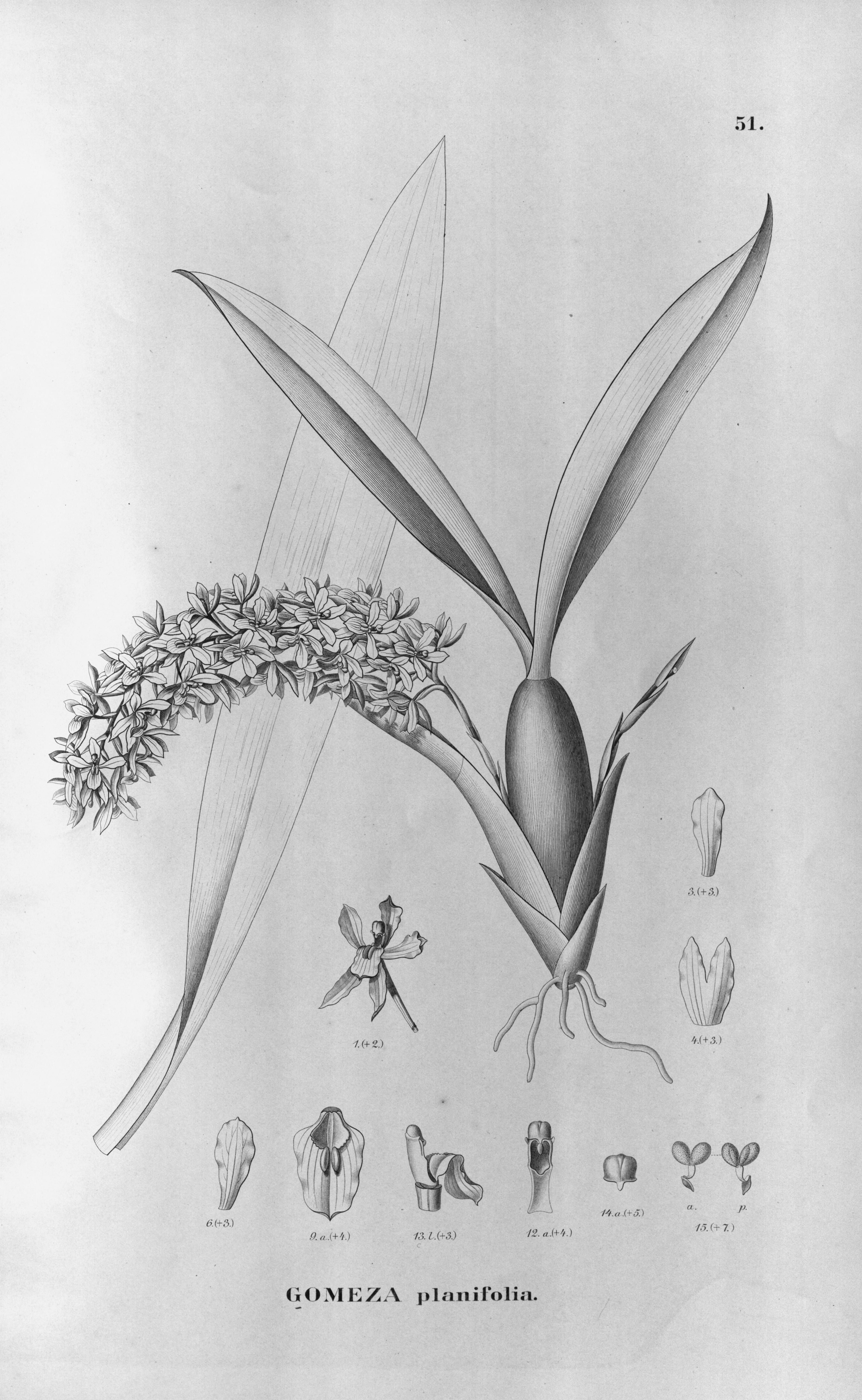